# جيسون فليمينغ
جيسون فليمينغ (بالإنجليزية: Jason Flemyng)‏ مواليد 25 سبتمبر 1966 في لندن، المملكة المتحدة، هو ممثل إنجليزي بدأ مسيرته الفنية عام 1990.

## الأعمال
- سبايس ورلد
- الكمان الأحمر
- إكس-من: فيرست كلاس
- تيس أوڤ ذي ديربيرڤلز
- من الجحيم
- كعكة الطبقات
- ذرية تشاكي
- أجاثا كريستي ماربل
- الناقل 2
- ميرورز
- الحالة المحيرة ل بنجامين بتن

## وصلات خارجية
- جيسون فليمينغ على موقع IMDb (الإنجليزية)
- جيسون فليمينغ على موقع قاعدة بيانات الأفلام العربية
- جيسون فليمينغ على موقع ألو سيني (الفرنسية)
- جيسون فليمينغ على موقع ميوزك برينز (الإنجليزية)
- جيسون فليمينغ على موقع أول موفي (الإنجليزية)
- جيسون فليمينغ على موقع قاعدة بيانات الأفلام السويدية (السويدية)
- جيسون فليمينغ على موقع إن إن دي بي (الإنجليزية)
- جيسون فليمينغ على موقع ديسكوغز (الإنجليزية)
- جيسون فليمينغ على موقع قاعدة بيانات الفيلم (الإنجليزية)
- جيسون فليمينغ على موقع كينوبويسك (الروسية)